# Bo Swedberg
Bo Carl Hjalmar Swedberg, född 24 november 1930 i Johanneberg i Göteborg, död 13 maj 2020 i Hovås, var en svensk skådespelare. Han har i många år verkat som ledare vid Högskolan för scen och musik vid Göteborgs universitet och därvid varit ansvarig för både teaterutbildningen och operautbildningen i Göteborg.

## Biografi
Swedberg antogs vid Göteborgs stadsteaters elevskola 1954, tillsammans med Nadja Witzansky, Lena Söderblom, Kerstin Tidelius, Lars Engström, Arne Eriksson och Per Jonsson. Swedberg var dessförinnan 1951 med och startade Atelierteatern, tillsammans med bland andra Dan Sjögren, Birgitta Andersson och Ove Tjernberg. 

## Filmografi
- 1972 – Rävspel (TV-serie)
- 1973 – Pistolen
- 1974 – Förr visste jag precis (TV-serie)
- 1975 – Jourhavande (TV-serie)
- 1976 – Raskens (TV-serie)
- 1977 – Soldat med brutet gevär (TV-serie)
- 1997 – En fyra för tre (TV-serie) (gästroll)
- 2004 – Kommissarie Winter (TV-serie)
- 2006 – Mästerverket (TV-serie)
- 2007 – Isprinsessan (TV-film)
- 2007 – Upp till kamp (TV-serie)
- 2010 – Sweaty Beards

## Teater

### Roller (ej komplett)
| År   | Roll                          | Produktion                                                            | Regi                | Teater                   |
| ---- | ----------------------------- | --------------------------------------------------------------------- | ------------------- | ------------------------ |
| 1951 | Tony                          | Sex i elden (Out of the Frying Pan) Francis Swann                     | Josef Kornfeld      | Atelierteatern           |
| 1953 | Doktor Nicia                  | Kärleksdrycken (La Mandragola) Niccolò Machiavelli                    | Lars Barringer      | Atelierteatern           |
| 1954 | Norman                        | Sex i elden (Out of the Frying Pan) Francis Swann                     | Knut Lindblad       | Atelierteatern           |
| 1954 | Henrik                        | Henrik och Pernilla (Henrik og Pernille) Ludvig Holberg               | Soini Wallenius     | Atelierteatern           |
| 1957 | Viktor Persson                | Aina Sara Lidman                                                      | Knut Ström          | Göteborgs Stadsteater    |
| 1957 | Craddock                      | Mullbärsträdet Angus Wilson                                           | Helge Wahlgren      | Göteborgs Stadsteater    |
| 1958 | Okelly                        | Maria Stuart Friedrich von Schiller                                   | Åke Falck           | Göteborgs Stadsteater    |
| 1958 | Hovman                        | Som ni behagar (As you like it) William Shakespeare                   | Hans Dahlin         | Göteborgs Stadsteater    |
| 1958 |                               | Två åsnor Lars Forsell Pär Rådström                                   | Åke Falck           | Göteborgs Stadsteater    |
| 1958 | Benjamin                      | Påsk August Strindberg                                                | Jan-Olof Strandberg | Göteborgs Stadsteater    |
| 1959 | Stephen                       | Major Barbara George Bernard Shaw                                     | Keve Hjelm          | Göteborgs stadsteater    |
| 1959 | Preminger                     | Naken kvinna med violin (Nude with Violin) Noël Coward                | Olof Bergström      | Göteborgs stadsteater    |
| 1959 | Vilhelm                       | Mäster Olof August Strindberg                                         | Åke Falck           | Göteborgs Stadsteater    |
| 1959 | Cleante                       | Den girige Molière                                                    | Olof Bergström      | Göteborgs Stadsteater    |
| 1960 |                               | Den ena för den andra Gustav III                                      | Lars Engström       | Göteborgs stadsteater    |
| 1960 | Geoff                         | Doft av honung Shelagh Delaney                                        | Herman Ahlsell      | Göteborgs stadsteater    |
| 1960 | Bertrand De Poulengey         | Sankta Johanna George Bernard Shaw                                    | Keve Hjelm          | Göteborgs stadsteater    |
| 1964 | Benvolio                      | Romeo och Julia (The Tragedy of Romeo and Juliet) William Shakespeare | Per Sjöstrand       | Helsingborgs stadsteater |
| 1981 |                               | Equus Peter Shaffer                                                   | Georg Malvius       | Åbo Svenska Teater       |
| 1987 | Pastor Harper, Mr Witherspoon | Arsenik och gamla spetsar (Arsenic and Old Lace) Joseph Kesselring    | Herman Ahlsell      | Lisebergsteatern         |
| 1990 | Tjebutykin                    | Tre systrar Anton Tjechov                                             | Thomas Müller       | Dalateatern              |
| 1993 | Doktor Ferrer                 | Andorra Max Frisch                                                    | Thomas Müller       | Dalateatern              |
| 1999 |                               | Thérèse Raquin Émile Zola                                             | Sisela Lindblom     | Boulevardteatern         |

### Regi (ej komplett)
| År   | Produktion                                       | Upphovsmän                                                            | Teater                   |
| ---- | ------------------------------------------------ | --------------------------------------------------------------------- | ------------------------ |
| 1953 | Tiger-Harry                                      | Tore Zetterholm                                                       | Atelierteatern           |
| 1954 | Det cyniska barnet                               | Bertolt Brecht                                                        | Atelierteatern           |
| 1954 | Regeln och undantaget Die Ausnahme und die Regel | Bertolt Brecht Översättning Åke S. Pettersson och Per Verner-Carlsson | Atelierteatern           |
| 1961 | Törnrosa Dornröschen                             | Richter                                                               | Göteborgs stadsteater    |
| 1962 | Dummerjöns                                       | Willy Keidser och Tylle Herlin                                        | Göteborgs stadsteater    |
| 1964 | Den evige tennsoldaten                           | Arthur Johansson                                                      | Helsingborgs stadsteater |
| 1964 | Bockfoten Step-in-the-hollow                     | Donagh MacDonagh Översättning Britt G. Hallqvist                      | Helsingborgs stadsteater |
| 1964 | Greppet The Knack                                | Ann Jellicoe Översättning Sigbrit Lång och Carl-Olof Lång             | Helsingborgs stadsteater |
| 1965 | Candida                                          | George Bernard Shaw Översättning Hugo Vallentin och Göran O. Eriksson | Helsingborgs stadsteater |
| 1965 | Vittne mot sig själv Inadmissable evidence       | John Osborne Översättning Carl-Olof Lång                              | Helsingborgs stadsteater |
| 1965 | Ljusstaken Le Chandelier                         | Alfred de Musset                                                      | Helsingborgs stadsteater |
| 1966 | Rulle Rova                                       | Björn Clarin och K.G. Larsson                                         | Helsingborgs stadsteater |
| 1992 | Solitär Björn Hallman                            | Björn Hallman                                                         | Kungliga Operan          |

## Radioteater

### Roller
| År   | Roll    | Produktion                                       | Regi      |
| ---- | ------- | ------------------------------------------------ | --------- |
| 1956 | Läkaren | Tempo, tempo (Der Terminkalender) Max Gundermann | Åke Falck |